# Rendezvous Records
Rendezvous Records war ein von 1958 bis 1963 aktives amerikanisches Musiklabel mit Sitz in Los Angeles.
Der Songwriter Leon René, der seit 1951 mit Class Records im R&B- und Jazz-Geschäft war, gründete die Rendezvous Record Company zusammen mit Rod Pierce und Gordon Wolf, um Popmusik zu veröffentlichen. Der größte Erfolg des Labels war eine Nummer-4-Chartplatzierungen für Ernie Fields’ Version des Glenn-Miller-Klassikers In the Mood. Ernie Fields’ Orchester war die Hausband von Class Records und Rendevouz, bestehend aus Ernie Freeman am Klavier, René Hall an der Gitarre, Plas Johnson am Saxophon und Earl Palmer am Schlagzeug. Die Band sorgte unter dem Namen B. Bumble & the Stingers für zwei Top-30-Platzierungen mit dem Bumble Boogie und dem Nut Rocker, welche vom jungen Kim Fowley produziert wurden. Rendezvous veröffentlichte etwa 220 Singles und gut zehn Alben, von denen einige Neuausgaben aus dem Class-Repertoire waren.